# Eric Osmundson
Eric Niklas Osmundson (Allentown, 11 febbraio 1983) è un ex cestista statunitense, professionista nella NBA Development League e in Germania.